# Mictris
Mictris là một chi bướm ngày thuộc họ Bướm nâu.